# Paolo Veneziano
Paolo Veneziano, także Veneziano Paolo lub Paolo da Venezia (urodzony przed 1333, zmarł po 1358) – średniowieczny malarz z Wenecji.

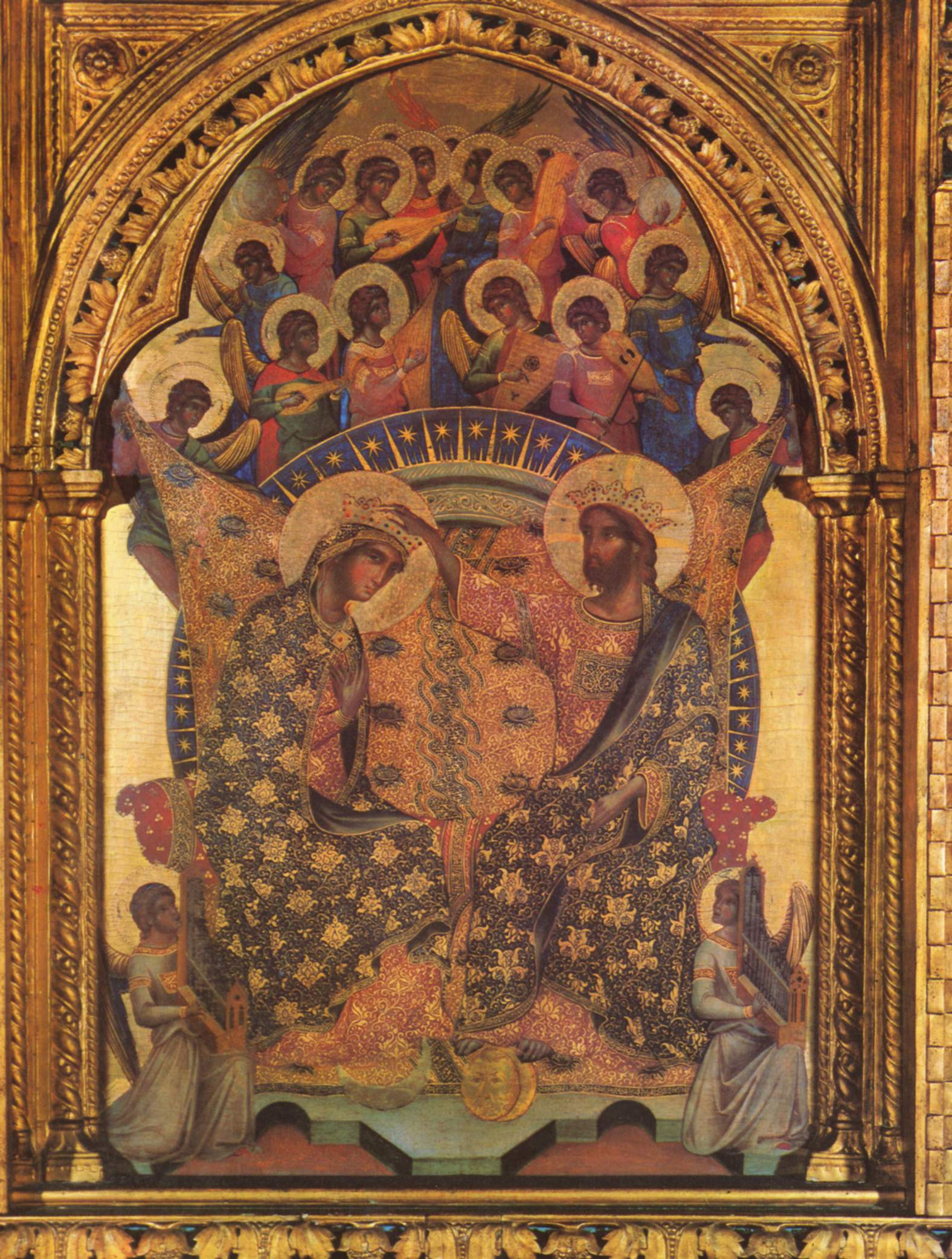
Koronacja Marii ok. 1350, Gallerie dell’Accademia, Wenecja

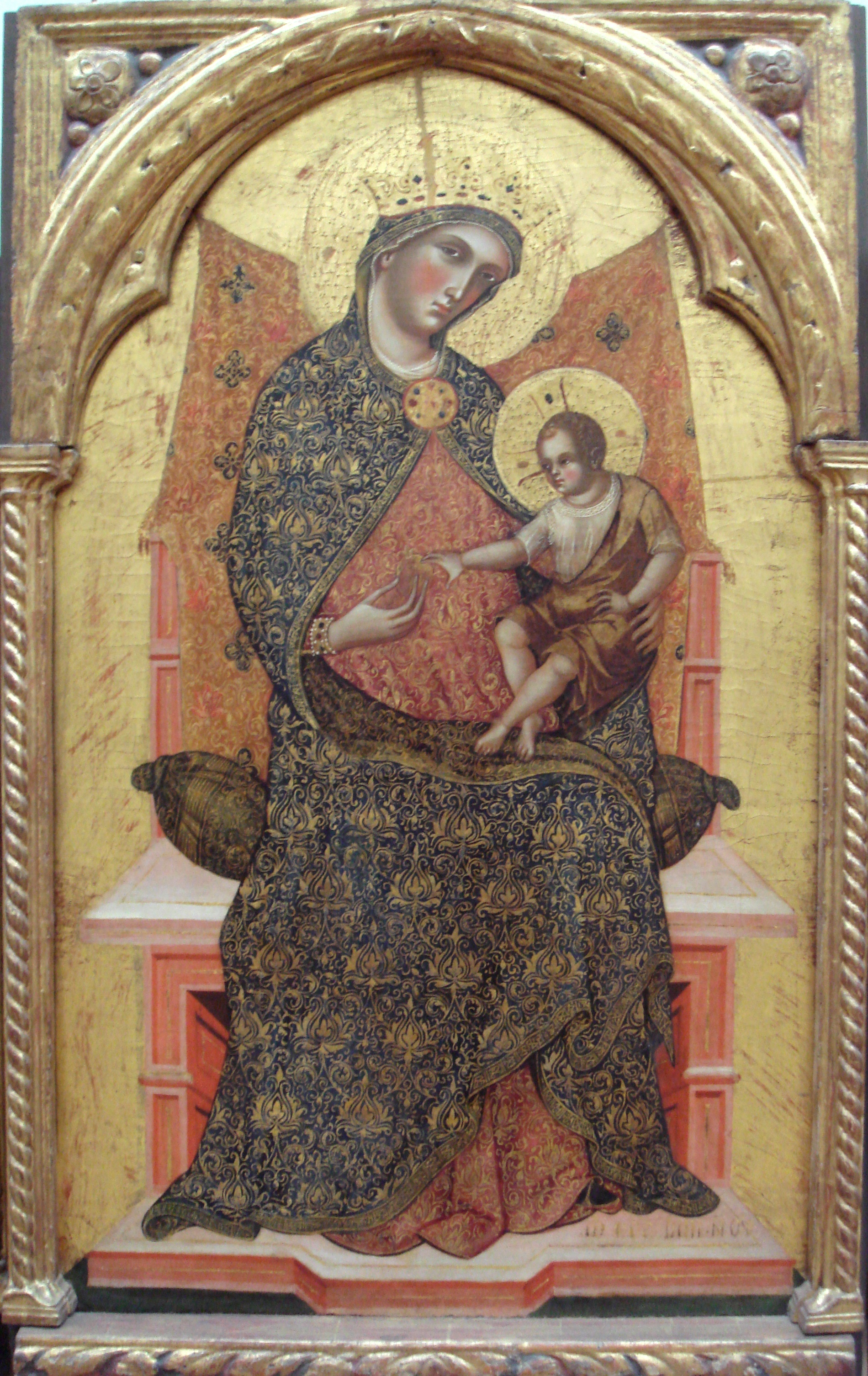
Maria Dziewica z dzieckiem 1354, Luwr, Paryż

Typowe dla jego twórczości było kontynuowanie elementów bizantyńskich wraz z obróbką typowych elementów gotyckich. Nie można jednak u niego jeszcze zaobserwować wpływu florenckiego malarstwa renesansowego, które za jego życia obserwuje się w niedalekiej Padwie w Kaplicy Scrovegnich ozdabianej przez Giotto di Bondone. Bywa nazywany „najważniejszym weneckim malarzem XIV wieku”.
Urodził się w rodzinie artystów, pracował razem ze swym synami Marco, Luca, i Giovanni. Był oficjalnym malarzem Andrea Dandolo, dla którego namalował m.in. Pala Feriale w „Złotym pałacu” (Pala d'oro) Bazyliki św. Marka w Wenecji.

## Dzieła artysty
- Koronacja Marii-  ok. 1350, tempera na desce, 98 × 63 cm, Gallerie dell’Accademia, Wenecja
- Poliptyk z kościoła Santa Chiara –  1350, tempera na desce, 167 × 285 cm, Gallerie dell’Accademia, Wenecja
- Maria Dziewica z dzieckiem –  1354, tempera i złoto na drewnie, 100 × 60,5 cm, Luwr, Paryż
- Ukrzyżowanie –  1340-1350, tempera i złoto na drewnie, 60,7 × 43,5 cm, Kolekcja „Europeum” Muzeum Narodowego, Kraków